# Semestersabotören
Semestersabotören (franska: Les vacances de Monsieur Hulot) är en fransk film från 1953 regisserad av Jacques Tati. Den introducerade den piprökande, välmenande men klumpiga karaktären Monsieur Hulot, som förekommer i Tatis efterföljande filmer, inklusive Min onkel (1958), Playtime (1967) och Trafic (1971). Filmen fick ett internationellt rykte för sin skapare när den släpptes 1953. Filmen blev en stor succé och sålde totalt 5 071 920 biljetter i Frankrike.

## Handling
Filmen handlar om en badort i Frankrike som får besök av Monsieur Hulot, som spelas av Tati själv. Hulot är en välmenande men något klumpig herre; han säger inte särskilt mycket men hamnar konstant i situationer som påverkar de övriga semesterfirarna på platsen. Filmens humoristiska anslag ligger således inte i dialogen utan i bild och ljud, vilket gör att filmen liknar en klassisk stumfilm i Buster Keaton-stil. Filmen, som är den första med Tatis Monsieur Hulot, blev bland annat Oscar-nominerad för bästa manus.

## Rollista
| Jacques Tati      | – Monsieur Hulot      |
| Louis Perrault    | – Fred                |
| André Dubois      | – kommendanten        |
| Lucien Frégis     | – portier             |
| René Lacourt      | – promenerande man    |
| Raymond Carl      | – servitör            |
| Nathalie Pascaud  | – Martine             |
| Micheline Rolla   | – Martines tante      |
| Valentine Camax   | – engelsk kvinna      |
| Suzy Willy        | – kommendantens fru   |
| Marguerite Gérard | – promenerande kvinna |

## Stil

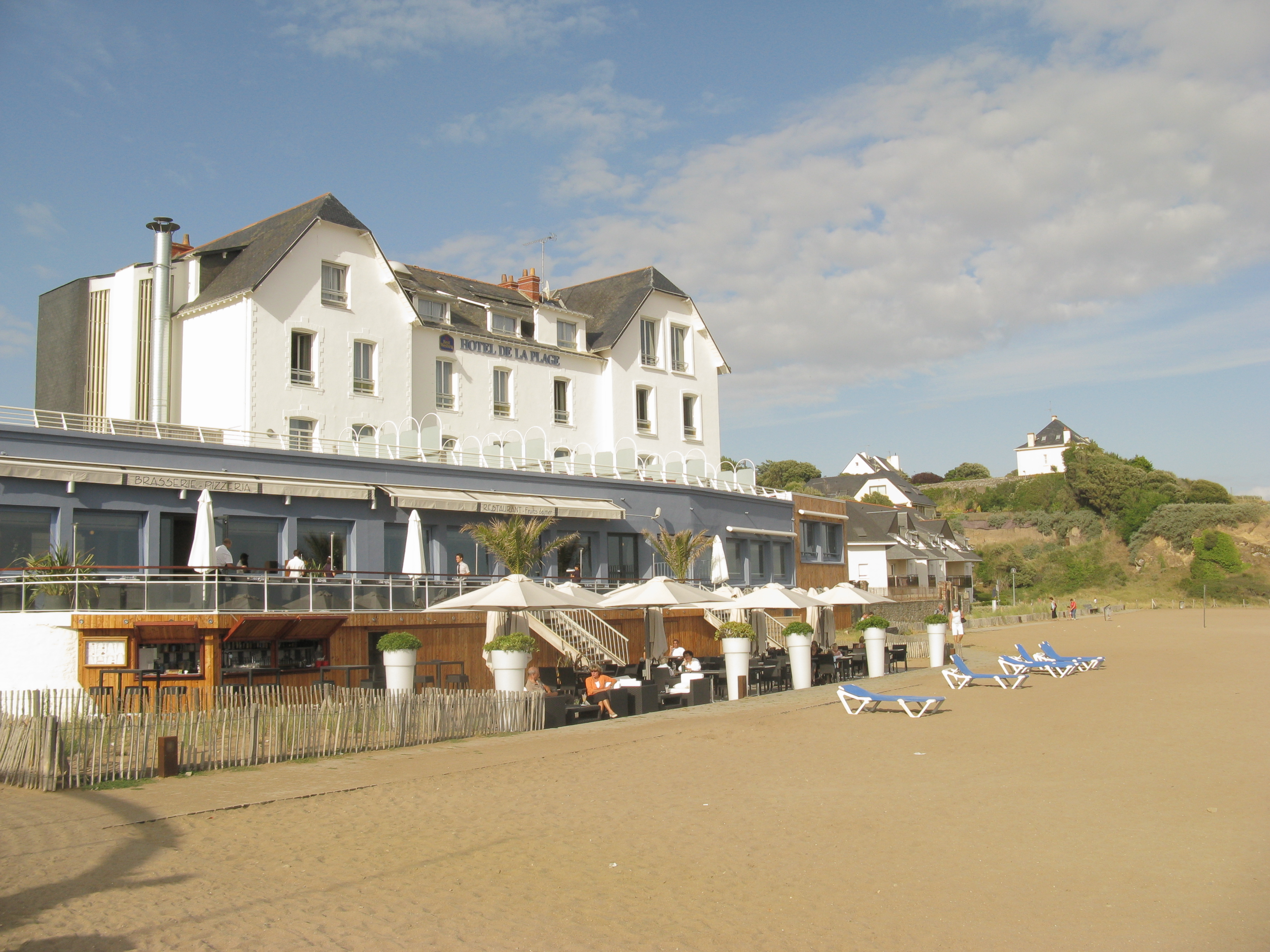
Huvudplatsen för filmen, Hôtel de la Plage i Saint-Marc-sur-Mer (Saint-Nazaire), Frankrike, 2009 drivs nu av Best Western Hotels

För det mesta är den talade dialogen i Semestersabotören begränsad till bakgrundsljudens roll. I kombination med frekventa långa tagningar av scener med flera karaktärer, trodde Tati att resultatet skulle fokusera publikens uppmärksamhet på mänsklighetens komiska natur när man interagerar som en grupp, såväl som hans egna minutiöst koreograferade visuella skämt. Filmen är dock inte på något sätt en "stum" komedi, eftersom den använder naturliga och konstgjorda ljud inte bara för komisk effekt utan också för karaktärsutveckling.
Filmen gjordes i både en fransk och en engelsk språkversion. Medan Tati hade experimenterat med färgfilm i Fest i byn, är Semestersabotören svartvit. Jazzmusiken, mestadels variationer på temat "Quel temps fait-il à Paris", skrevs av Alain Romans.

## Inspelning
Semestersabotören spelades in i staden Saint-Marc-sur-Mer, som ligger i utkanten av industrihamnen Saint-Nazaire, i departementet Loire-Atlantique. Tati hade förälskat sig i den förtrollande kusten när han bodde i närliggande Port Charlotte med sina vänner M. och Mme Lemoine före kriget och bestämde sig för att återvända en dag för att göra en film där. En annan version uppger att filmens synopsis indikerade att det var nödvändigt att hitta "en liten ort som huvudsakligen besöktes av blygsamma sommargäster, stora familjer och stamgäster". Jacques Tati samlade sedan på sig många vykort från den franska kusten under sju månader för att göra sitt val. Han skulle också ha sänt ett sändebud för att hitta den perfekta platsen bland trettio badorter.
Tati och hans filmteam dök upp sommaren 1951, "tog över staden och presenterade den sedan för världen som kvintessensen av franskt medelklassliv när den återupptäckte sina ritualer i efterdyningarna av andra världskriget." "Varken för stor eller för liten, [St Marc passade in] - en skyddad vik, med en graciös kurva av sand, den stoltserade med ett hotell på stranden, L'Hotel de la Plage, på vilket huvudhandlingen kunde koncentreras. Strandhyddor, vindskydd, fiskebåtar och klipphällar bidrog till att fullborda en bild som var så mycket mer idyllisk eftersom den var så ospektakulär." En bronsstaty av Monsieur Hulot restes senare och har utsikt över stranden där filmen spelades in.
Inspelningen av exteriörerna ägde rum från slutet av juni 1951 i Saint-Marc-sur-Mer (på grund av det fruktansvärda vädret, filmteamet hade varit närvarande sedan maj 1951) och fortsatte till och med den 22 oktober samma år. Tati bodde sedan i en villa i Saint-Marc som kallades "Slottet" med sitt team och där scenen med tennismatchen spelades in. Tati använde olika platser på orten: stranden, med sitt "Beach Hotel" (utrustat med en falsk ingång för filmens ändamål, eftersom byggnaden ännu inte hade målats om med kalk vid den tiden), hamnen. Interiörscenerna spelades in i Boulogne-studiorna i Boulogne-Billancourt under år 1952; han återanvänder kulisserna från filmen Il est minuit, docteur Schweitzer.
Inför inspelningen asfalterades vägen längs bygatan, träd höggs ner och ett hus i bedrövligt skick restaurerades och förkläddes till butik. Fyren i slutet av bryggan, hytterna, fasaden på villan där Martine poserar är falska, gjorda av trä som återvunnits av Jacques Lagrange från linjefartyget Marrakech, som demonterades vid den tiden på varven i Saint-Nazaire.
Tati skadade handen under inspelningen av fyrverkeriscenen och sandkorn skadade de första filmrullarna. Nya tagningar togs därför mellan september och oktober 1951.
De första bilderna i filmen spelades in på tågstationen i Argentan och Dol-de-Bretagne (där den lille pojken fick en örfil). Scenen där Hulots bil Salmson bogseras av bärgningsbilen filmades i hamnen i Dinan, vid stranden av floden Rance.. 
Folket i Saint-Marc deltog i filmen, men i mindre utsträckning än Sainte-Sévère-sur-Indre för Fest i byn.
Filmen nämner inte namnet Saint-Marc-sur-Mer (förutom i den sista bilden, tack vare en poststämpel med inläggningar), till skillnad från Sainte-Sévère, som uttryckligen förekommer i en bild av Fest i byn.

## Mottagande

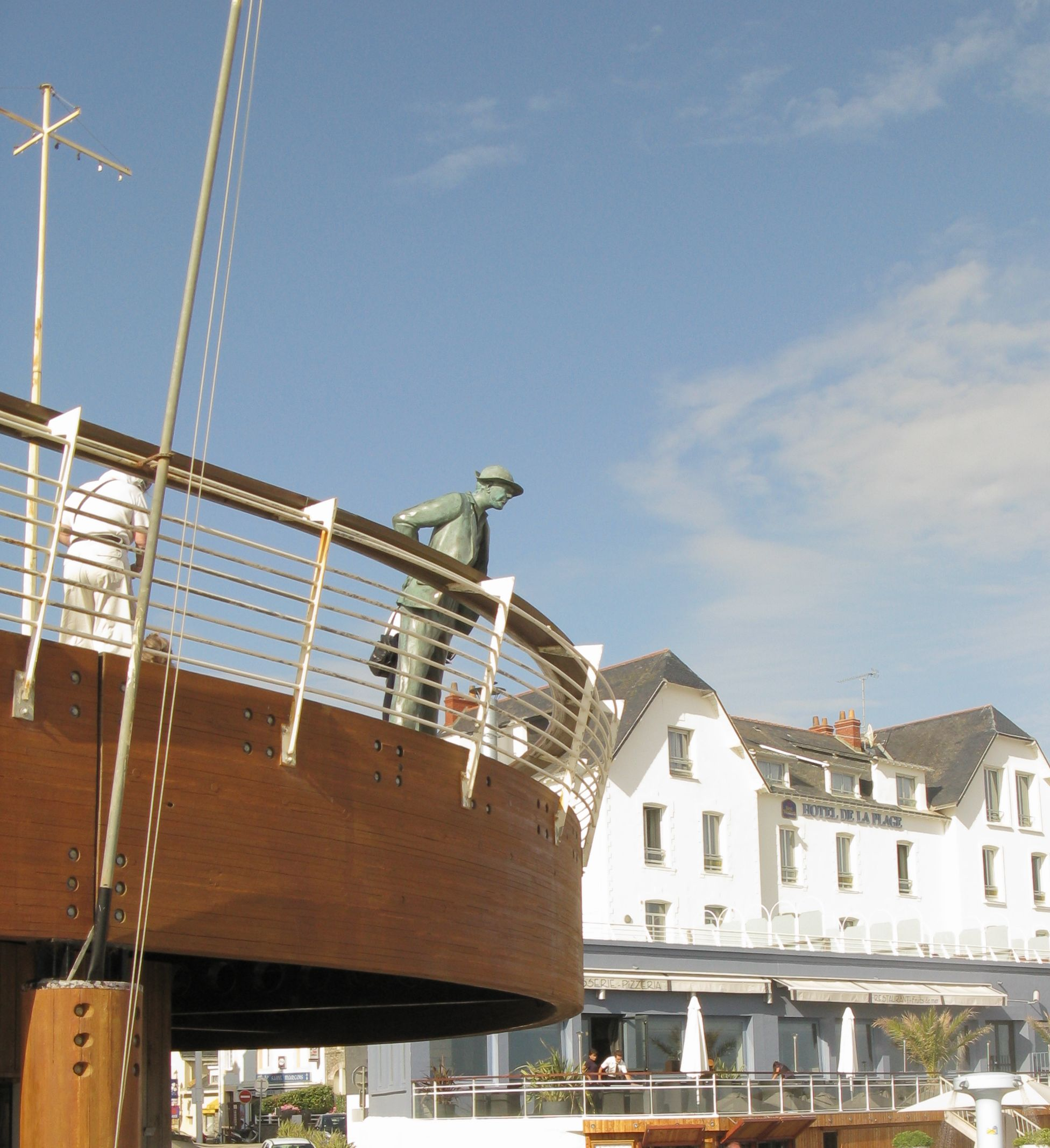
Statyn av Monsieur Hulot utanför Hôtel de la Plage i Saint-Marc-sur-Mer.

När filmen släpptes i USA skrev Bosley Crowther att den innehöll "i stort sett samma visuella satir som vi brukade få under de 'stumma' dagarna från filmerna av Charlie Chaplin, Buster Keaton och liknande". Han sa att filmen "exploderade av munterhet" och att Tati "är en långbent, lätt glosögd herre vars talang för att karikera människors sätt är robust och intensiv... Det finns egentligen ingen historia i filmen... Dialogen... är ett minimum, och det används bara för att satirisera de dumma och meningslösa saker som sommarfolk säger. Ljud av alla de slag blir till smällare, som kastas in för att få en komisk poäng."
Tatis levnadstecknare David Bellos har beskrivit filmen som "sublim" och sagt: "Det var genom den här filmen som jag först blev förälskad i Frankrike. Jag tror att det är sant för många människor." Journalisten Simon O'Hagan skrev i samband med filmens 50-årsjubileum 2003 att filmen "kan innehålla den största samlingen av gags som någonsin gjorts på celluloid, men det är sammanhanget i vilket de är placerade och filmens atmosfär som lyfter den till en annan värld. Huvudpersonen är en oförglömlig blandning av förbryllelse över den moderna världen, iver att vara till lags och precis rätt mängd excentricitet - det vill säga inte för mycket - hans alla ansträngningar att passa in under sin semester vid havet lyckas bara skapa kaos av ordning. Att punktera fernissan på de bekvämt avsatta i lek är inte på något sätt det minsta av Tatis bekymmer. Men [det finns] en elegisk kvalitet [också], känslan av att det Tati tycker är roligt omhuldar han också."
Filmen deltog i Filmfestivalen i Cannes 1953.

## Versioner
Det slutade med att tre versioner av filmen gjordes. 1959 drog Tati tillbaka den ursprungliga versionen från 1953 medan en andra version gjordes 1962 som senare togs ur bruk för att hållas i deposition på grund av hans konkurs 1967. 1978 återutgav Tati filmen med tolv minuter som klipptes bort för att passa med omarrangemang av vissa scener (som passade med ett nytt arrangemang av huvudtemat) för att passa ihop med nya bilder inspelade i Saint-Marc-sur-mer som han betecknade som den definitiva versionen av filmen före sin död 1982. Versionen från 1978 betecknas av Les Films de Mon Oncle som den "slutgiltiga" versionen av filmen.
1963 gjorde Jacques Tati en ny redigering av filmen för att få lite mer rytm och ett nytt soundtrack spelades in. Musiken har orkestrerats om för detta tillfälle, men behåller det berömda huvudtemat komponerat av Alain Romans. År 1968 i Les Cahiers du cinéma beklagade Tati att vissa scener försvann, till exempel den på kyrkogården, som slutade i gryningen på stranden. Han anklagade då produktionen för att ha slängt negativen, men det är inte heller omöjligt att filmaren själv kunde ha fått dem att försvinna under sin klippning. I artikeln beklagar han också att han inte har kunnat fotografera i färg på grund av bristande budget. 1978 återvände Tati till Saint-Marc-sur-Mer för att spela in en båtscen inspirerad av Steven Spielbergs film Hajen.
Den senaste videoutgåvan släpptes i februari 2014. DVD-utgåvan erbjuder 1978 års version, den sista versionen som önskades av Jacques Tati med helt restaurerad bild och ljud. Blu-Ray-utgåvan åtföljs av 1953 års version, remastrad bild och återställt ljud.

## Monsieur Hulot
Monsieur Hulot är en karaktär som flytt från stumfilmen till ljudfilmens värld. Han möter tekniken, en opersonlig och prylfixerad värld. Jacques Tati använde sina mimkunskaper för att konfrontera honom med störningar, riter och förlöjligande i en föränderlig värld.

### Inspiration
Nicolas Hulot sa att det var hans farfar som inspirerade Jacques Tati att namnge sin karaktär:
Som barn hade jag hört det från mina föräldrar. För att ta reda på det ringde jag filmskaparens dotter och jag kunde pussla ihop hela historien. Min farfar var arkitekten bakom den byggnad där Jacques Tati bodde. Närhelst det uppstod ett problem sa vaktmästaren till honom: "Du måste ringa monsieur Hulot!" Det kom tillbaka som ett ledmotiv. Det verkar som om min farfar var en märklig figur, vilket gjorde intryck på Tati. Så när han skapade sin berömda karaktär kom han ihåg namnet och bad om tillåtelse att använda det.